# Vincey
Vincey ist eine französische Gemeinde mit 2073 Einwohnern (1. Januar 2022) im Département Vosges in der Region Grand Est. Sie gehört zum Arrondissement Épinal und zum Gemeindeverband Agglomération d’Épinal.

## Geografie

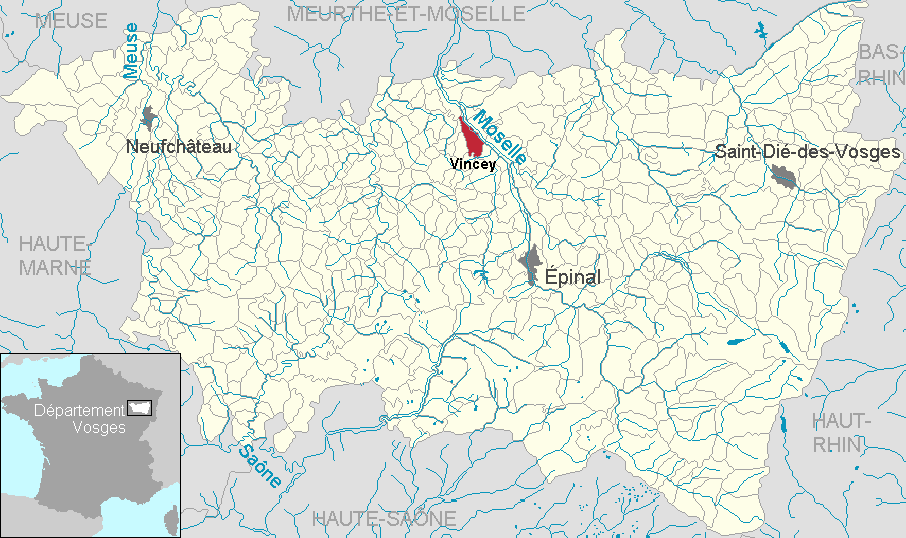
Lage der Gemeinde Vincey im Département Vosges

Die Gemeinde Vincey liegt im Moseltal im Norden des Départements Vosges, etwa 20 Kilometer nordwestlich von Épinal. Die Mosel fließt in Südost-Nordwest-Richtung durch das Gemeindegebiet der Nachbargemeinde Portieux. Ein Abschnitt des links parallel zur Mosel verlaufenden Canal des Vosges bildet teilweise die östliche Gemeindegrenze von Vincey. Der Bahn-Haltepunkt Vincey an der Bahnlinie Nancy-Épinal-Remiremont befindet sich ebenfalls auf dem Gebiet von Portieux. Die Südhälfte des 12,81 km² großen Gemeindeareals ist von Wald bedeckt. Nachbargemeinden von Vincey sind Essegney und Langley im Norden, Portieux im Osten, Nomexy im Südosten, Frizon im Süden, Bettegney-Saint-Brice im Südwesten, Évaux-et-Ménil und Ubexy im Westen sowie Brantigny im Nordwesten.

## Geschichte
Der Ort tauchte erstmals im Jahr 1003 als Vincei in einer Besitzurkunde des Kapitels Épinal auf. Vincey war Teil der Vogtei Charmes, kirchlich gehörte das Dorf je zur Hälfte zum Dekanat Jorxey der Diözese Saint-Dié sowie den Äbtissinnen in Epinal.

### Wappen
Das Wappen zeigt einen Kohlkopf, der auf eine lange Tradition des Kohlanbaus um Vincey hinweist. Die drei Fabriken symbolisieren den ehemaligen Industriestandort mit den Branchen Elektrizität, Metallurgie und Baumwollverarbeitung. Die Häuser mit Kirche stehen für den ländlichen Charakter, den sich Vincey bewahrt hat.

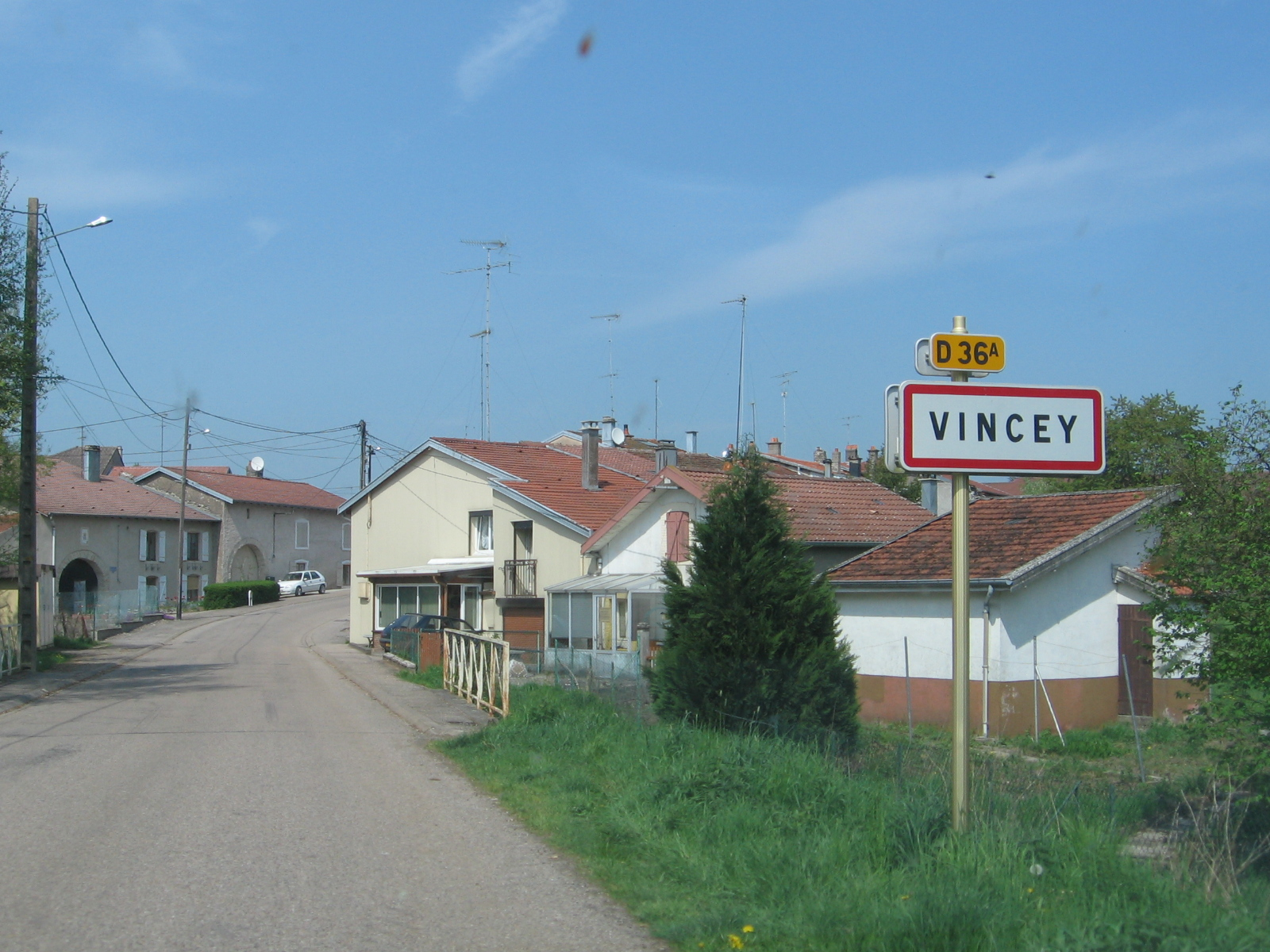
Ortseingang aus Richtung Südwesten

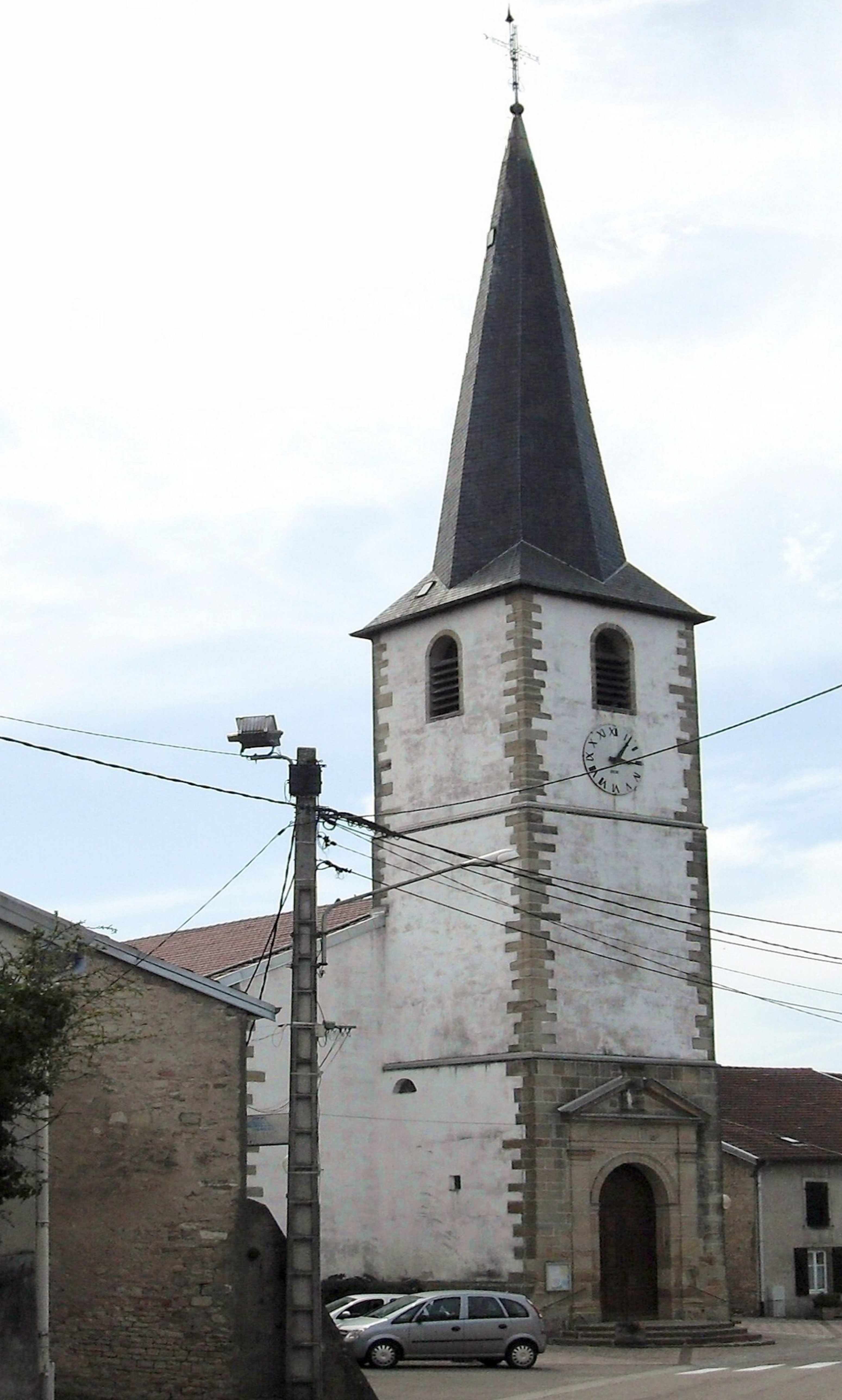
Kirche der Auffindung des Hl. Stephanus

### Bevölkerungsentwicklung
| Jahr      | 1962 | 1968 | 1975 | 1982 | 1990 | 1999 | 2011 | 2022 |
| Einwohner | 2145 | 2094 | 2284 | 2205 | 2198 | 2159 | 2255 | 2073 |

Im Jahr 1793 wurde mit 763 Bewohnern die bisher geringste Einwohnerzahl ermittelt. Die Zahlen basieren auf den Daten von cassini.ehess und INSEE

## Sehenswürdigkeiten
- Kirche der Auffindung des Hl. Stephanus (Église de l’Invention de Saint-Étienne)
- Kapelle Unserer Lieben Frau der Barmherzigkeit (Chapelle Notre Dame de Pitié)
- Militärmuseum in einer ehemaligen Textilfabrik
- Wegkreuz im Zentrum des Dorfes, als Monument historique klassifiziert[5]
- zwei Waschhäuser (Lavoirs)

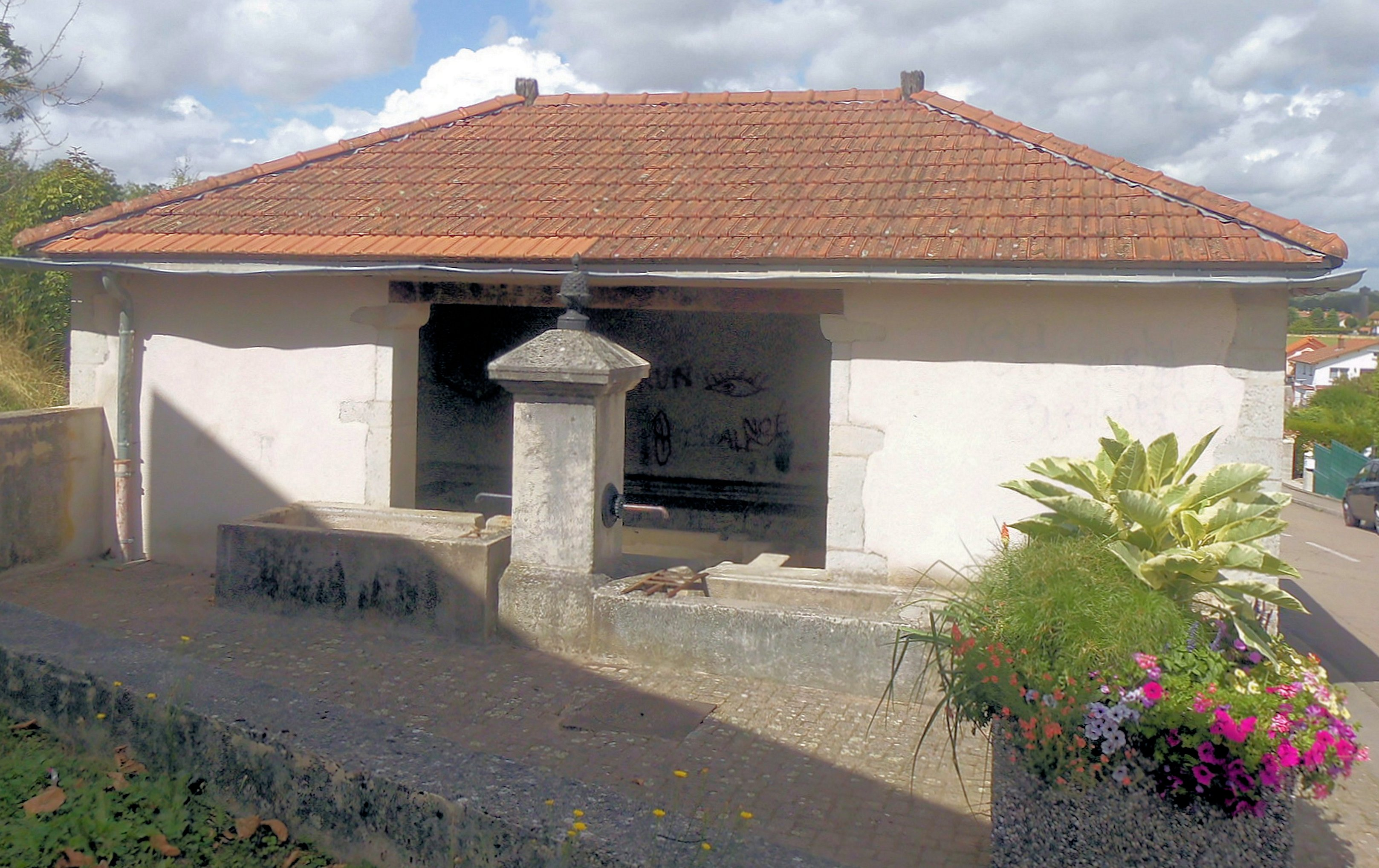
Waschhaus im Chemin des Saules
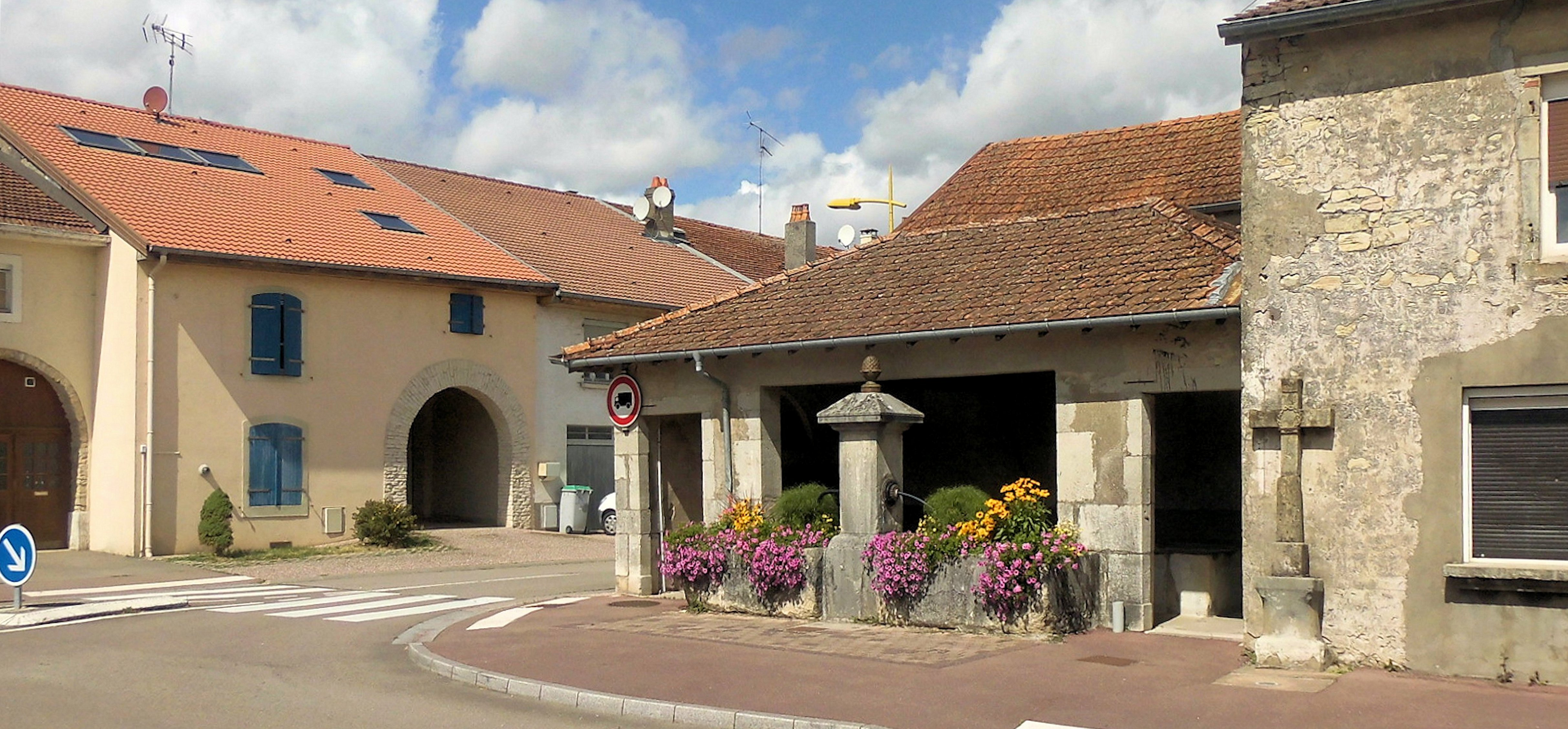
Waschhaus in der Rue du Pincieux

## Wirtschaft und Infrastruktur
Nach dem Niedergang der Textilindustrie in Vincey leben heute viele Pendler in der Gemeinde, die in den nahegelegenen Industriegebieten im Moseltal beschäftigt sind. In der Gemeinde gibt es 22 Einzelhandelsgeschäfte.
Vincey ist Standort zweier Kindergärten und zweier Grundschulen.
In Vincey kreuzen sich die Fernstraßen D 36a (Varmonzey-Portieux) und D 157 (Igney-Socourt). Die zweispurige Route nationale 57 von Nancy nach Épinal führt mit einer Anschlussstelle westlich an Vincey vorbei. Der Haltepunkt Vincey liegt an der dem Moseltal folgenden Bahnlinie Nancy-Épinal-Remiremont, die seit 2017 von dem Unternehmen TER Grand Est betrieben wird.

## Belege
1. ↑  Vincey. (PDF; 67 kB) In: vosges-archives.com. Archiviert vom Original (nicht mehr online verfügbar) am 25. November 2015; abgerufen am 13. November 2010 (französisch).  Info: Der Archivlink wurde automatisch eingesetzt und noch nicht geprüft. Bitte prüfe Original- und Archivlink gemäß Anleitung und entferne dann diesen Hinweis.
2. ↑  Wappenbeschreibung. In: genealogie-lorraine.fr. Abgerufen am 14. November 2010 (französisch).
3. ↑  Vincey auf cassini.ehess.fr
4. ↑  Vincey auf insee.fr
5. ↑  Croix du carrefour, au centre du village in der Base Mérimée des französischen Kulturministeriums (französisch)
6. ↑  Einzelhändler auf annuaire-mairie.fr (französisch)